# 帕夫拉戈尼亚军区
帕夫拉戈尼亚军区（希臘語：θέμα Παφλαγονίας）是拜占庭帝国位于帕夫拉戈尼亚地区的一个军区，位于安那托利亞北部海岸，今土耳其境内。

## 历史
帕夫拉戈尼亚军区及其管理者“将军”最早于826年11月被提及，军区可能建立于820年左右。其疆域大致囊括了古典时代晚期的帕夫拉戈尼亚行省，后归入奥普西金军区以及布凯拉里安军区。其行政及教会中心为甘格拉。美国历史学家沃伦·特里高德坚信帕夫拉戈尼亚属于亚美尼亚军区而非布凯拉里安军区，并认为军区的设立是为应对羅斯人海军在黑海的新兴威胁。根据阿拉伯地理学家的记述，军区下辖有5,000名士兵和5处要塞。与其他军区的官僚体系显著不同的一点是此地负责管理海军部队的“督军（katepano）”一职，其治所为阿玛斯特里丝。
1071年曼齐刻尔特战役之后，该地区大部分领土都丧失于塞尔柱突厥之手，1130年代约翰二世收复了沿海地区，但是内陆仍未能夺回。第四次十字军东征君士坦丁堡陷落之后，帕夫拉戈尼亚由特拉比松帝国的戴维·科姆内诺斯控制。但在1214年尼西亚帝国皇帝狄奥多尔一世攫取了阿玛斯特里丝以西的土地。拜占庭对该地区的控制延续到14世纪晚期，之后该地为土耳其人或热那亚人接管。

### 脚注
1. 1 2  McGeer, Nesbitt & Oikonomides 2001，第25頁.
2. ↑  Oikonomides 1972，第349頁.
3. 1 2 3 4  Kazhdan 1991，第1579頁.
4. 1 2  Pertusi 1952，第136頁.
5. ↑  Pertusi 1952，第137頁.
6. ↑  Treadgold 1995，第31, 69頁.
7. ↑  Treadgold 1995，第67–69頁.

### 书籍
- Kazhdan, Alexander Petrovich (编). . New York, New York and Oxford, United Kingdom: Oxford University Press. 1991. ISBN 978-0-19-504652-6.
- McGeer, Eric; Nesbitt, John W.; Oikonomides, Nicolas (编). . Washington, District of Columbia: Dumbarton Oaks Research Library and Collection. 2001  [2019-03-02]. ISBN 0-88402-282-X. （原始内容存档于2020-06-26）.
- Oikonomides, Nicolas. . Paris, France: Editions du Centre National de la Recherche Scientifique. 1972  [2019-03-02]. （原始内容存档于2020-06-26） （法语）.
- Pertusi, A. . Rome, Italy: Biblioteca Apostolica Vaticana. 1952 （意大利语）.
- Treadgold, Warren T. . Stanford, California: Stanford University Press. 1995  [2019-03-02]. ISBN 0-8047-3163-2. （原始内容存档于2020-06-01）.